# Juaforró
Juaforró é nome de um evento realizado anualmente, no mês de junho, na cidade de Juazeiro do Norte, Ceará. Trata-se de uma festa junina envolvendo música, teatro e danças típicas.
Antes do Juaforró, ocorriam vários pequenos arraiais na cidade. Em 2000, o cantor e compositor Alcymar Monteiro, na época secretário de cultura do município, criou o Juaforró, com o objetivo de concentrar os festejos juninos em um único local a fim de se promover um evento de destaque regional, a exemplo do que ocorre nas cidades de Campina Grande, Mossoró e Caruaru.

## O Evento
Com duração de duas semanas, o Juaforró reúne o tradicional forró pé-de-serra com o atual forró eletrônico. Na edição, de 2007, o cantor sertanejo Leonardo se apresentou no Juaforró. Foi a primeira atração do evento pertencente a outro gênero musical.
O Parque de Eventos Padre Cícero, onde é realizado o Juaforró, possui capacidade para 20.000 pessoas.
Durante o período junino, ocorrem vários festivais de quadrilhas, reunindo competidores de várias cidades do Ceará e de estados vizinhos.
Há também o Palhoção, um local onde somente é permitido tocar o autêntico forró pé-de-serra. Vários sanfoneiros se revezam no Palhoção durante todo o evento.
A cidade cenográfica reúne réplicas da cidade de Juazeiro do Norte no passado. Neste local, atores encenam peças e contracenam com o público. Dentre os prédios da cidade cenográfica estão a Prefeitura, igreja, cadeia pública e cabaré.